# Édouard Sitzmann
Édouard Sitzmann (Frère Édouard est le nom en religion d'Ignace Sitzmann), né le 30 juillet 1836 à Wettolsheim (Haut-Rhin) et mort le 2 février 1918 à Ehl (hameau de Benfeld, Bas-Rhin), est un religieux, éducateur et historien alsacien, frère de la Doctrine chrétienne du diocèse de Strasbourg, directeur de l'Institut Saint-Materne d'Ehl et auteur notamment d'un ouvrage biographique de référence, le Dictionnaire de biographie des hommes célèbres de l'Alsace depuis les temps les plus reculés jusqu'à nos jours.

## Publications
- Aperçu sur l'histoire politique et religieuse de l'Alsace : depuis les temps les plus reculés jusqu'à nos jours, Berger-Levrault, Paris, 1878, 181 p., lire en ligne sur Gallica [lire en ligne]
- (de) Geschichte des Dorfes Zillisheim, A. Sutter, Rixheim, 1882, 304 p.
- Le château de Martinsbourg à Wettolsheim, Colmar, 1900
- « Une cité gallo-romaine ou Ehl, près Benfeld », in Revue catholique d'Alsace, 1903, 109 p.
- Dictionnaire de biographie des hommes célèbres de l'Alsace : depuis les temps les plus reculés jusqu'à nos jours, F. Sutter, Rixheim, 1909-1910, ((VIII-874, 1105 p.), Prix Halphen de l'Académie française
  - Tome 1 A-J, lire en ligne sur Gallica, [lire en ligne]
  - Tome 2 K-Z, lire en ligne sur Gallica, [lire en ligne]
- « Un castel féodal : ou le château de Werde et ses propriétaires », in Revue catholique d'Alsace, 1912, 228 p.
- Le chanoine J. J. Eugène Mertian : fondateur de la Congrégation des frères de la doctrine chrétienne du diocèse de Strasbourg, Collège Saint-Joseph, Matzenheim, Frères de la doctrine chrétienne du diocèse de Strasbourg, 1992 (rééd.), 154 p.